# 犬川駅
犬川駅（いぬかわえき）は、山形県東置賜郡川西町大字小松にある、東日本旅客鉄道（JR東日本）米坂線の駅である。

## 歴史
- 1926年（大正15年）9月28日：米坂線米沢 - 今泉間開通と共に開業[2][3]。
- 1961年（昭和36年）6月10日：貨物の取り扱いを廃止[2]。
- 1965年（昭和40年）4月1日：業務委託駅となる[3]。
- 1982年（昭和57年）3月20日：荷物の扱いを廃止[4]。駅員無配置駅となる[3][5]。
- 1987年（昭和62年）4月1日：国鉄分割民営化により、東日本旅客鉄道の駅となる[2]。
- 2000年（平成12年）2月13日：現在の駅舎が完成。
- 2024年（令和6年）10月1日：えきねっとQチケのサービスを開始[1][6]。

## 駅構造
単式ホーム1面1線を有する地上駅である。山形統括センター（米沢駅）管理の無人駅である。

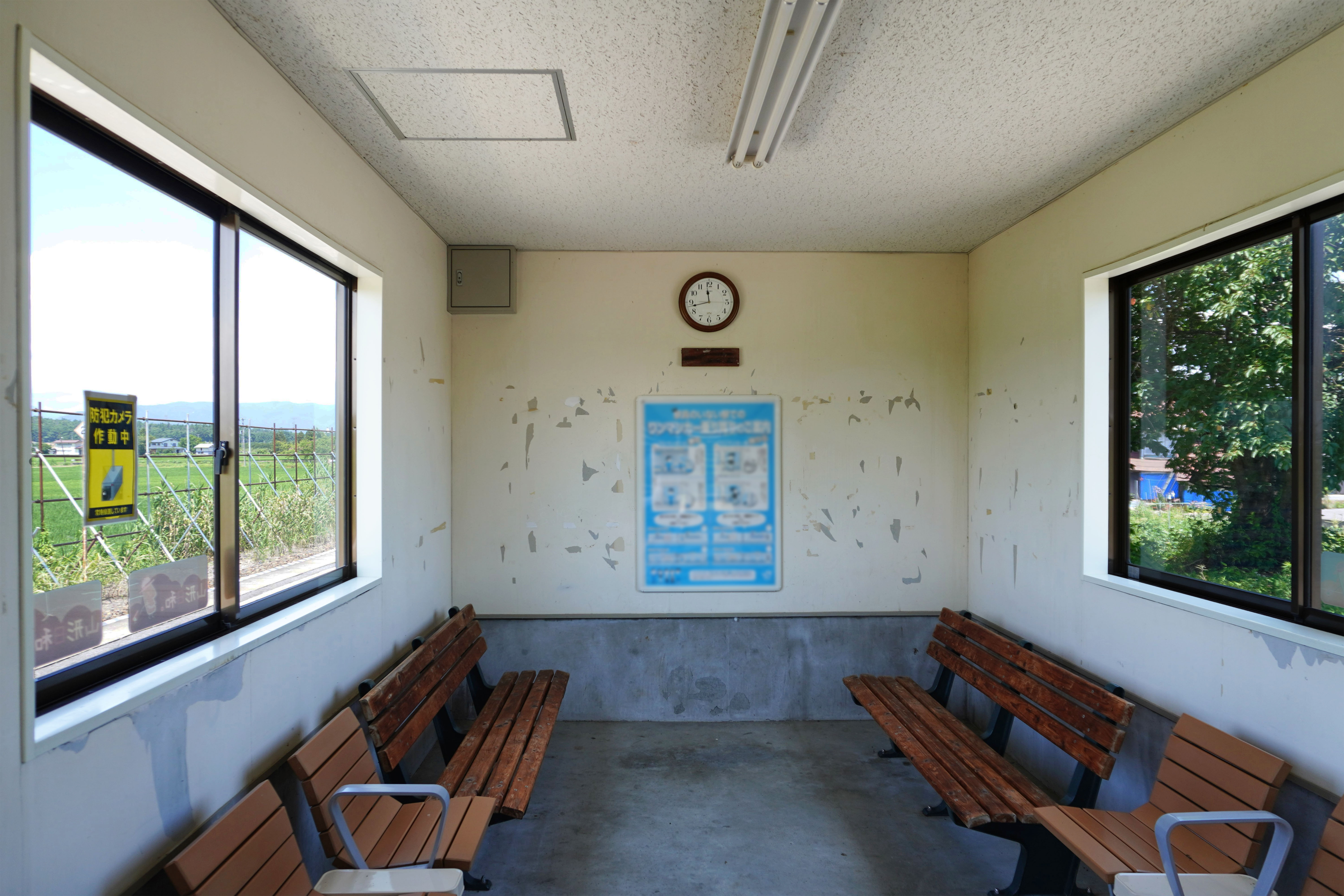
待合室（2023年7月）
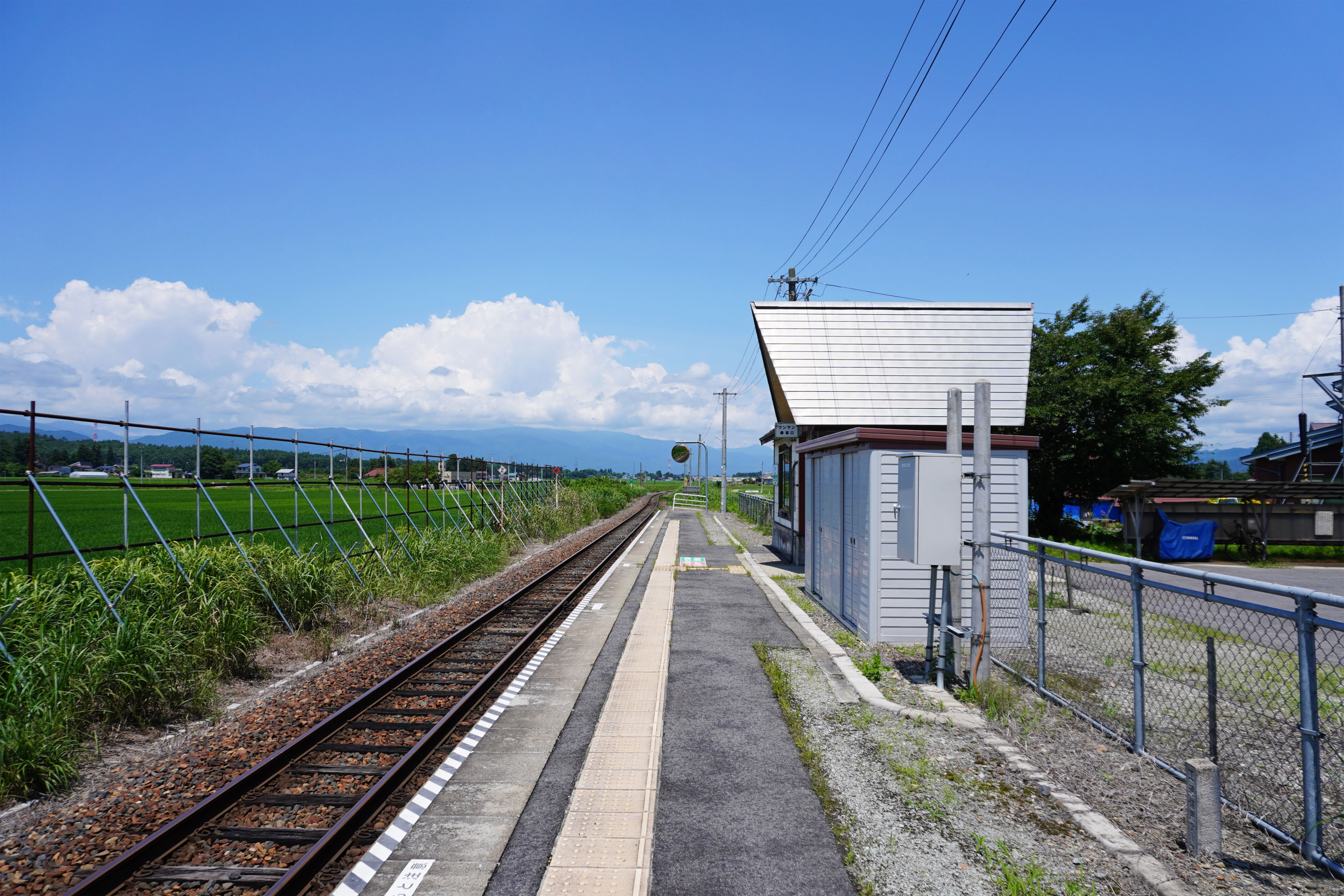
ホーム（2023年7月）

## 利用状況
「山形県の鉄道輸送」によると、2000年度（平成12年度）- 2004年度（平成16年度）の1日平均乗車人員の推移は以下のとおりであった。
| 乗車人員推移       | 乗車人員推移     | 乗車人員推移 |
| 年度               | 1日平均 乗車人員 | 出典         |
| ------------------ | ---------------- | ------------ |
| 2000年（平成12年） | 76               | [ 7 ]        |
| 2001年（平成13年） | 70               | [ 7 ]        |
| 2002年（平成14年） | 56               | [ 7 ]        |
| 2003年（平成15年） | 47               | [ 7 ]        |
| 2004年（平成16年） | 48               | [ 7 ]        |

## 駅周辺
- 川西町立犬川小学校
- 米沢警察署犬川駐在所
- 犬川簡易郵便局
- 国道287号

## 隣の駅
東日本旅客鉄道（JR東日本）
■米坂線
羽前小松駅 - 犬川駅 - 今泉駅